# Dario Argento
Dario Argento (7. september 1940, Rom, Italien) er en kultdyrket, italiensk manuskriptforfatter og filminstruktør, især kendt for sine stilfulde og blodige horrorfilm. Han videreudviklede den såkaldte giallo-genre og er ofte blevet kaldt "den italienske Hitchcock".
Blandt Dario Argento mest populære film er C'era una volta il West / Once Upon a Time in the West (1968), skrevet af Argento og instrueret af Sergio Leone, samt L'uccello dalle piume di cristallo (1970), Profondo rosso (1975), Suspiria (1977), Inferno (1980), Tenebre (1982), Phenomena (1985), Opera (1987) og La sindrome di Stendhal (1996).